# Agoranomo
Agoranomo es una voz griega (en griego antiguo: ἀγορανόμος, romanizado: agoranómos, compuesta de otras dos que significan director o inspector del mercado. 
Se llamaban así unos magistrados u oficiales de Atenas establecidos para mantener el buen orden y la policía en las ágoras (mercados), para señalar el precio a todos los géneros menos a los granos, para juzgar los pleitos que se suscitaban entre los vendedores y compradores y finalmente para examinar los pesos y medidas. Había diez agoranomos en Atenas, cinco para la ciudad y otros cinco para El Pireo, el puerto de Atenas.
Los agoranamos venían a ser lo mismo que los ediles en Roma, con la diferencia que estos tenían además la inspección sobre los edificios, los que en Atenas estaban al cuidado de los astinomos. 